# XM1204 Non-Line-of-Sight Mortar

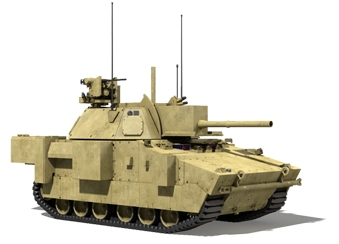
M1204 Non-Line-of-Sight Mortar

Der XM1204 Non-Line-of-Sight Mortar (NLOS-M) (deutsch: sichtverbindungsloser Mörser) war ein Fahrzeugkonzept der US-amerikanischen Streitkräfte. Es war als Teil des Programms Future Combat Systems gedacht und basierte auf dem Manned Ground Vehicle. Bei einer Realisierung wäre es Teil des militärischen Global Information Grid. Das als Panzermörser konzipierte Fahrzeug besitzt einen 120-mm-Mörserturm und eine vier Mann starke Besatzung.

## Systembeschreibung

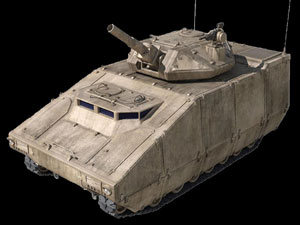
Konzept des NLOS-M

Das System sollte unter anderem präzisionsgelenkte Mörsermunition vom Kaliber 120 mm abfeuern können. Es besitzt ein automatisches Feuerleitsystem, um infanteristische Manöver in urbanem Gelände zu unterstützen. Für den abgesessenen Kampf sollte ein 81-mm-Mörser mitgeführt werden. Da es nur leicht gepanzert ist (die Panzerung bietet nur Schutz gegen Munition bis zum Kaliber 30 mm), wird der Schutz vor Panzerabwehrwaffen durch abstandsaktive Schutzmaßnahmen realisiert. 
Im Januar 2003 wurde United Defense, jetzt Teil von BAE Systems, von der US-Armee beauftragt den NLOS-M zu entwickeln und zu bauen. Mit der Beendigung des FCS-Programms durch Verteidigungsminister Robert Gates wurde das Projekt eingestellt.